# Omikron Gruis
Omikon Gruis (ο Gruis, förkortat Omikron Gru, ο Gru) som är stjärnans Bayerbeteckning, är en dubbelstjärna eller trippelstjärna belägen i den sydöstra delen av stjärnbilden Tranan. Den har en skenbar magnitud på 5,52 och är synlig för blotta ögat där ljusföroreningar ej förekommer. Baserat på parallaxmätning inom Hipparcosuppdraget på ca 32,5 mas, beräknas den befinna sig på ett avstånd på ca 100 ljusår (ca 31 parsek) från solen.

## Egenskaper
Primärstjärnan Omikron Gruis A är en gul till vit stjärna i huvudserien av spektralklass F4 V. Den har en massa som är ca 30 procent större än solens massa, en radie som är ca 1,7 gånger större än solens och utsänder från dess fotosfär ca 5 gånger mera energi än solen vid en effektiv temperatur av ca 6 800 K.
Omikron Gruis bildar en snäv spektroskopisk dubbelstjärna med en fysisk separation av ca 14,9 astronomiska enheter. Den är en sannolik Delta Scuti-variabel med periodiciteter på 4,7 och 5,5 cykler per dygn med en amplitud hos magnituden på 0,014 respektive 0,011 enheter. Följeslagaren är en röd dvärg med en massa som är ca 30 procent av solens massa, vilket tyder på en spektralklass av M3/M4. Ehrenreich et al. (2010) observerade skiftningar i radialhastigheten som tyder på en andra följeslagare, vilket skulle göra Omikron Gruis till en trippelstjärna.